# Liste von Videofachbegriffen
Alphabetische Aufstellung im Videobereich (analog und digital) verwendeter Fachbegriffe und Abkürzungen

## 0–9
- 1 Zoll C
- 1080i
- 1080p
- 16K – Bildauflösung von zumeist 15360 × 8640 Pixeln
- 2-Wege-Neiger
- 24p
- 2K (Bildauflösung)
- 360-Grad-Video
- 3:2-Pull-down
- 480p
- 4K – horizontale Bildauflösung von 4000 Pixeln
- 576i
- 576p
- 5K – horizontale Bildauflösung von etwa 5000 Pixeln
- 720i
- 8514/A – Bildauflösung von 1024 × 768 Pixeln
- 8K – horizontale Bildauflösung von 8000 Pixeln

## A
- Abblenden
- Absolute Category Rating
- Accurate Recording
- Action-Camcorder
- Active Pixel Sensor
- Adaptive Sync
- Alan Landaker
- AF-Hilfslicht
- Antialiasing – Kantenglättung
- AR (Accurate Recording) – sendungsgenauer Mitschnitt digitaler Fernsehsendungen
- Apple TV
- Audiovisuelle Sequenz
- Aufheller
- Auflagemaß
- Auflösung
- Auto Tape Time Select
- Autofokus
- Autofokus-Hilfslicht
- Automatische Verkehrsüberwachung
- AVCHD (Advanced Video Codec High Definition) – Video- und Audio-Aufzeichnungsformat
- AVI (Audio Video Interleave) – Audio- und Videodaten werden ineinander verzahnt, also „interleaved“ abgespeichert

## B
- Bandlose Aufzeichnung
- Bandsalat
- BAS (Bild-Austast-Synchron) – komplettes Fernsehsignal für die Schwarzweiß-Bildübertragung aus Bild- (B), Austast- (A) und Synchronisationssignal (S)
- Bandgeschwindigkeit – Vorschub des Magnetbandes in Strecke auf Zeit
- Belichtungsmesser
- Betacam – Videoformat im SD-Broadcastbereich
- Betacam SP
- Betacam SX
- Betamax – Magnetbandsystem zur Aufzeichnung analoger Video- und Audiosignale
- Bewegte Bilder
- Bildauflösung – Anzahl der Pixel = Breite × Höhe
- Bildformat
- Bildstabilisierung
- Bitrate – Datenübertragungsrate gemessen in Bit pro Sekunde
- Blu-ray Disc – Nachfolger der DVD-Video
- BNC (Bayonet Neill Concelman) – Stecker
- Breitbildfernsehen – 16:9-Bildformat
- Breitbildformat – Formate für den Kinofilm ab den 1950er Jahren
- BÜNSL-Anschlussbedingungen

## C
- Cadrage
- Camcorder
- Camera Link
- Cinema Products Corporation
- Codec – Algorithmenpaar zur Kodierung und Dekodierung digitaler Videos
- Color Graphics Adapter
- Compact Video Cassette
- Composite Video – analoges Verfahren zur Übertragung eines Bildkanals ohne Ton.
- Compositing – getrennt aufgenommene Elemente werden zu einem Bild zusammengeführt
- Composition-Manager
- Content Reference Identifier
- Control-L – serielles bidirektionales Steuerprotokoll für Videokameras
- CRID (Content Reference Identifier) – Identifikator von Fernsehserien, Fernsehsendungen und Gruppen von Fernsehsendungen
- Cropping – Beschneiden von Bildrändern, um ein anderes Bildformat zu erhalten, ohne dass dabei schwarze Ränder entstehen oder das Bild verzerrt wird
- Cuttermaran

## D
- D-1-Standard
- D-9
- Dashcam
- Digital Betacam
- Digital Intermediate
- Digital Natural Motion
- Digital Video
- Digital Video Home System
- Digital Video Recorder
- Digitale Bühne
- Digitale Kinokamera
- Digitales Videoeffektgerät
- DFT (Diskrete Fourier-Transformation)
- DCT (Diskrete Cosinustransformation)
- DivX (Digital Video Express) – MPEG-4-kompatibler Videocodec
- DV (Digital Video) – DV-Standard aus dem Jahr 1984 für die digitale Speicherung von Video- und Audiodaten auf Magnetband-Kassetten
- DraCo
- Drop-out
- DScaler
- DV-Camcorder
- DVCAM – digitales Videoformat von Sony
- DVCPRO – Variante des Digital-Video-Standards von Panasonic
- DVB (Digital Video Broadcasting) – digitale Übertragung von Fernsehen, Radio, Mehrkanalton, interaktiven Diensten wie MHP, EPG und Teletext
- DVB-C (Digital Video Broadcasting – Cable) – kabelgestützte Variante von DVB
- DVB-S (Digital Video Broadcasting – Satellite) – satellitengestützte Variante von DVB
- DVB-T (Digital Video Broadcasting – Terrestrial) – terrestrisch ausgestrahlte Variante von DVB
- DVB-H (Digital Video Broadcasting – Handheld) – auch bekannt als DVB-M oder DVB-X; Multimediadienste (insbesondere Fernsehen) für Mobiltelefone und andere mobile Kleingeräte
- DVD (Digital Versatile Disc) – digitaler optischer Datenspeicher
- DVD-Video – auf einer DVD gespeicherter Film im DVD-Video-Format
- DVI (Digital Visual Interface) – Schnittstelle zur Übertragung von Bewegtbildern nach der TMDS-Norm
- DVD-Authoring – Herstellung eines DVD-Masters aus unterschiedlichen Inhalten (Film, Video, Bilder, Tonspuren, Untertitel etc.)

## E
- Einstellungsgröße
- Electronic Program Guide
- Elektronische Berichterstattung
- Elektronische Berichterstattungskamera
- Enhanced Graphics Adapter
- ePTZ (electronic Pan, Tilt, Zoom) – elektronisch schwenken, neigen, zoomen
- Extended Graphics Array

## F
- Face Swap
- Farbunterabtastung
- FBAS (Farb-Bild-Austast-Synchron-Signal) – Farbfernsehsignal, Erweiterung von BAS um Farbe
- Fernbedienung
- Fernseh
- Festplattenrekorder
- Filmabtaster
- Filmaufzeichnung
- FireWire-Kamera
- Flip Video
- Formatkrieg
- Frame – einzelnes Bild einer Filmsequenz
- Frame Rate Control
- Framegrabber
- FreeSync
- Fresnel-Linse

## G
- Gammakorrektur
- General Purpose Interface
- Genlock
- Geschichte der Video- und Audiosysteme
- GoPro
- Grafikinsert

## H
- Halbbild – beim klassischen (nicht hochauflösenden) Fernsehsignal setzt sich ein Vollbild aus zwei Halbbildern zusammen
- Halbzollband
- Handyvideo
- HD DVD (High Definition Digital Versatile Disc) – geplanter Nachfolger der DVD-Video, hat sich nicht gegen Blu-ray Disc durchgesetzt
- HD-SDI (High Definition Serial Digital Interface) – bei HDTV-Formaten seit 1998 angewendet, mit einer Bitrate von 1,485 Gbit/s
- HD²
- HDCAM – 1997 von Sony entwickeltes Format für ein komplettes Produktionssystem zur Herstellung von Spielfilmen und HDTV
- HDMI (High Definition Multimedia Interface) – drahtgebundene, proprietäre Schnittstelle für digitale Bild- und Ton-Übertragung
- HDV (High Definition Video) – hochauflösende digitale Videoformate; lösen den seit Mitte der 1990er Jahre etablierten Digital-Video-Standard ab
- HDTV (High Definition Television) – Gruppe von Fernsehnormen mit gegenüber dem SDTV höherer Auflösung (vertikal, horizontal oder temporal)
- HDV
- Hercules Graphics Card
- HF-Modulator
- Hi8 – 1989 von Sony eingeführtes analoges Videoformat, Erweiterung des Video-8-Systems
- High Dynamic Range Video
- Horizontaler Strahlrücklauf

## I
- IFrame
- Impulskreuz
- Indeo – Format für mit Verlusten komprimierte digitale Videodaten
- Insta360
- Interlacing – siehe Zeilensprungverfahren
- Interoperability Material Exchange
- Inview Technology
- ITU-R BT 601
- ITU-R-Empfehlung BT.2020

## J
- Jog/Shuttle

## K
- Kellfaktor
- Keyframing – siehe Schlüsselbildanimation
- Keying – Freistellung von Bildelementen vom Hintergrund meist auf Basis einer Schlüsselfarbe
- Kippteil
- Koaxialkabel – abgeschirmtes Kupferkabel mit konzentrischem Aufbau
- Kreuzschiene

## L
- LDL
- LSDI
- Leicameter
- Lichtführung
- Lightworks
- Line Dubbed
- Lippensynchronisation
- Liste der Videobandformate
- Liste von Videobearbeitungssoftware
- Longplay
- LP/SP (long play/standard play) – Bandgeschwindigkeit bei Aufnahme und Wiedergabe

## M
- MAZ (Magnetische Aufzeichnung) – elektronische analoge oder digitale Aufzeichnung visueller oder akustischer Inhalte auf Magnetbändern
- Material Exchange Format
- Matroska – Containerformat für Audio- und Videodaten
- Media Composer
- Megapixel – eine Million Bildpunkte
- Mehrkamera-Produktion
- Mic Dubbed
- MicroMV
- MII
- MiniDV – digitale Video-Aufzeichnung auf kleine Magnetband-Kassetten
- MiniDVD – kleinformatige DVD, Durchmesser 8 cm
- Mitschnitt
- Mobile Monitoring
- Monochrome Display Adapter
- Motion-Interpolation
- Motionflow
- MPEG (Moving Pictures Expert Group) – Expertengruppe zur Normierung von Videokompression
- Multimedialokalisierung
- Multiview Video Coding
- Musion Eyeliner
- MXF (Material eXchange Format) – offenes Dateiformat zum Austausch von Videodateien im Rundfunk-Bereich

## N
- Netzwerkvideorekorder
- Nicht-destruktive Bearbeitung
- NTSC (National Television System Committee) – US-amerikanische Farbfernsehnorm
- Nightshot – Aufnahmen mit Videokameras bei eingeschränkten Lichtverhältnissen
- Netzwerkkamera – meistens eine (digitale oder analoge) Überwachungskamera in einem Closed-Circuit-Television-Netzwerk
- Nvidia G-Sync

## O
- Off camera
- Offline-Editing
- OGM (Ogg Media) – Containerformat für Videos
- Online-Editing
- Onridevideo
- Open Media Framework Interchange
- Optacord 500
- Optoluchs
- Orbiter
- Otoskop
- Overscan

## P
- Phase Alternating Line – Ab Ende der 1960er in Europa benutztes Verfahren zur Farbübertragung beim analogen Fernsehen
- PAL-Beschleunigung
- PDC (Programme Delivery Control) – siehe VPS
- PDW-1500
- Panasonic P2
- Personal Digital Recorder
- Portapak
- Prime Timer
- Professional Graphics Controller
- Programme Delivery Control
- Progressive Scan
- PTZ (Pan, Tilt, Zoom) – Schwenken, Neigen, Zoomen

## Q
- Quadruplex

## R
- ratDVD – verlustbehaftetes Containerformat für Video- und Tonspuren
- Rauschen
- Reduced blanking
- Remastering
- RGB-Farbraum – Farbraum, der die drei Grundfarben Rot, Grün und Blau additiv mischt
- Rotationstransformator
- Röhrenprojektor

## S
- Smart Cropping[1] – dynamisches Herausschneiden eines bewegten Motivs (z. B. einer Person) aus einem größeren Umfeld
- Spezialeffekt (auch: SFX, Special FX) – beim Drehen am Set erzeugter Effekt im Film
- S-VCD (Super Video-CD) – Datenträgerformat zum digitalen und komprimierten Speichern von Videos auf einer Compact Disc (CD) mit besserer Bildqualität und kürzerer Laufzeit als beim Video-CD-Format (VCD)
- S-VHS (Super VHS) – verbesserter, abwärtskompatibler VHS-Standard
- S-Video (Separate Video) – getrenntes Übertragen von Helligkeits-(Luminanz)- und Farb-(Chrominanz)-Informationen über Kabel- und Steckverbindungen
- Scan Converter – Umsetzer, der ein einkommendes Videosignal digitalisiert, zwischenspeichert und in einem anderen Format wieder ausgibt
- SCART (Syndicat des Constructeurs d'Appareils Radiorécepteurs et Téléviseurs) – europäischer Standard für Steckverbindungen von Audio- und Video-Geräten
- Schlüsselbildanimation – Schlüsselbilder geben grob den Bewegungsablauf vor, der dann durch Zwischenbilder verfeinert wird
- Schnittsteuerung
- Schrägspuraufzeichnung
- Screencamera – siehe Screencast
- Screencast – Bildschirmaufzeichnung, die Abläufe am Computer-Bildschirm wiedergibt
- SD TV (Standard Definition Television) – Sammelbegriff für Videoauflösungen, wie sie beim analogen Fernsehempfang üblich waren
- SDI (Serial Digital Interface) – serielle digitale Schnittstelle zur Übertragung unkomprimierter und unverschlüsselter Videodaten über Koaxialkabel oder Lichtwellenleiter
- Seamless Branching (deutsch: nahtlose Abzweigung) –  Verfahren, um mehrere Schnittfassungen eines Films platzsparend auf einer DVD oder Blu-ray Disc zu speichern
- SECAM (Séquentiel à mémoire) – vor allem in Frankreich, Osteuropa und Teilen Afrikas gebräuchliche analoge Farbfernsehnorm
- Serial Data Transport Interface
- Serial Digital Interface
- Serienaufnahmefunktion
- Series Link
- SGI Indigo
- SGI Octane
- ShowView – System zur Vereinfachung der Aufnahmeprogrammierung für Fernsehsendungen bei Video- und DVD-Rekordern
- Skalierung
- Skew – Zeitdifferenz zwischen Audio- und Videosignal
- SL (Series Link) – ermöglicht bei digitalen Videorekordern die Programmierung der Aufzeichnung aller Folgen einer Fernsehserie
- Smart Proxy
- Soap-Opera-Effekt
- Standard Dynamic Range
- Steadicam – tragbares Stativ für tragbare Film- und Fernsehkameras
- Streaming Media, kurz: Streaming –  Übertragung und Wiedergabe von Video- oder Audiodaten über ein Rechnernetz
- SVCD (SuperVideo CD) – Datenträgerformat zur digitalen und komprimierten Speicherung von Videos auf einer herkömmlichen Compact Disc (CD)
- SVGA (Super Video Graphics Array) – Bildauflösung von 800 × 600 Pixeln
- Super Video Home System
- Super Video Recording
- SG (Schriftgenerator) –  Computer, der gesetzte Texte in ein Videosignal umwandelt

## T
- TBC (Time Base Corrector) – Puffer zum Ausgleich zeitlicher Schwankungen des Signals eines Magnetaufzeichnungsgerätes
- Timeshift – Aufnahme mit gleichzeitiger, zeitlich versetzter Wiedergabe
- TV-Anytime
- TV-B-Gone
- Tally
- Telepharmazie
- TiVo
- Time Base Corrector
- Trickblende

## U
- U-matic – japanisches Videoformat von 1968 zur elektromagnetischen Aufnahme und Wiedergabe für Bild und Ton auf Kassetten
- Ultra HD
- Ultra HD Blu-ray
- Ultra High Definition Television

## V
- Variable Refresh Rate (VRR)
- VBE (VESA BIOS Extension) – Norm der Video Electronics Standards Association (VESA) für Grafikkarten in IBM-PC-kompatiblen Computern (PCs)
- VCR (Video Cassette Recorder) – siehe Videorekorder
- VCD (Video CD) – Norm für das Speichern von Videodaten auf einer Compact Disc
- Vertical Interval TimeCode
- Vertikale Synchronisation (V-Sync)
- VHS (Video Home System) –  ab 1976 benutztes analoges und Aufzeichnungs- und Wiedergabesystem für Videorekorder von JVC
- VGA (Video Graphics Array) – Computergrafik-Norm mit bestimmten Kombinationen von Bildauflösung und Farbanzahl (Farb-Bit-Tiefe) sowie Wiederholfrequenz
- Videorekorder –  Geräte zur Aufzeichnung und Wiedergabe von Audio- und Videosignalen
- VDR (Video Disk Rekorder) – Harddisk- oder Festplattenrekorder
- VESA (Video Electronics Standards Association) – Zusammenschluss von rund 340 Firmen, um einheitliche Spezifikationen von Videostandards für Computergrafik zu erstellen
- Video 2000 – System für die analoge Aufzeichnung von Farbvideo in PAL auf Magnetband
- Video 8 –  1985 entwickelt, um die 1/2-Zoll-Videokassetten wie VHS oder Betamax zu ersetzen; das Magnetband ist 8 mm breit und die Kassette so groß wie eine Musikkassette
- Video Home System Compact
- VPS (Video Programming System) – Signal in der Austastlücke des Fernsehsignals, um bei programmierten Videorekorder-Aufnahmen auf geänderte Sendezeiten zu reagieren
- Videoaktiv Digital
- Videoauflösung
- Videobandbreite
- Videobearbeitung – Bearbeitung von Video-Rohmaterial
- Videodatei
- Videoformat –  audiovisuelle Spezifikationen eines Videos (Bildauflösung, Seitenverhältnis, Bildfrequenz, Farbtiefe, Ton)
- Videokamera
- Videokassette
- Videokonferenz
- Videoprozessor
- Videorekorder
- Videoschnitt – Sequenzen aus Video-Quellmaterial durch Kopieren auf ein Zielmedium aneinanderfügen
- Videoschnittkarte
- Videoschnittsoftware
- Videoskop
- Videowand
- Videoüberwachung
- Videoüberwachungsanlage
- Visca-Protokoll
- Voiceover
- Vollbildverfahren
- Vorsatzobjektiv
- VTR (Video Tape Rekorder) – siehe Videorekorder
- VirtualDub – freie Software zum Bearbeiten und Erstellen von Videodateien unter Windows
- Visueller Effekt – in der Postproduktion erzeugte digitale Effekte in Videos

## W
- WD TV
- Waveformmonitor
- Webcam – Kamera, die in kurzen Intervallen Einzelbilder aufnimmt, die dann über eine Website öffentlich abrufbar sind
- WebGPU
- WSVGA (Wide SVGA) – Bildauflösung von 1024 × 600 Pixeln
- Widescreen – siehe Breitbildformat
- Wiedergabegerät
- Windowbox – dicker schwarzer Balken um das Filmbild herum, entstanden beim Anpassen eines Videos auf ein bestimmtes Seitenverhältnis

## X
- XDCAM – ein von Sony eingeführtes digitales Video-System für die Aufzeichnung auf Professional Disc
- XDCAM HD – HD-Version von XDCAM, Speicherung auf Disc mit 23 oder 50 GB Kapazität in einem Caddy
- x.v.Colour – erweiterter Farbraum zur Übertragung digitaler Videosignale
- Xvid –  freie Implementierung des MPEG-4-Videocodecs
- x264 – plattformübergreifender Encoder für das Video-Format H.264 (MPEG-4 AVC)

## Y
- YUV-Farbmodell – bei analogen PAL und NTSC verwendet
- YIQ-Farbmodell – veraltet, früher bei analogen NTSC verwendet
- YCbCr-Farbmodell – digitale Bild- und Videosysteme auf JPEG- und MPEG-Basis
- YPbPr-Farbmodell – analoges Component Video, Vorläufer des digitalen YCbCr

## Z
- Zeilensprungverfahren – ein vollständiges Bild (Frame) aus zwei unterschiedlichen Halbbildern
- Zeitversetztes Fernsehen
- Zwischenschnitt